# 埃玛·里德
埃玛·里德（英語：Emma Reid，1995年5月24日—），英国女子柔道运动员，主攻78公斤级，2022年英联邦运动会女子78公斤级金牌得主、2024年世界柔道锦标赛女子78公斤级铜牌得主。